# Kumakwane
Kumakwane – wieś w Botswanie w dystrykcie Kweneng. Według spisu ludności z 2011 roku wieś liczyła 5545 mieszkańców.